# Lechenaultia linarioides
Lechenaultia linarioides är en tvåhjärtbladig växtart som beskrevs av Dc. Lechenaultia linarioides ingår i släktet Lechenaultia och familjen Goodeniaceae. Inga underarter finns listade i Catalogue of Life.

## Bildgalleri

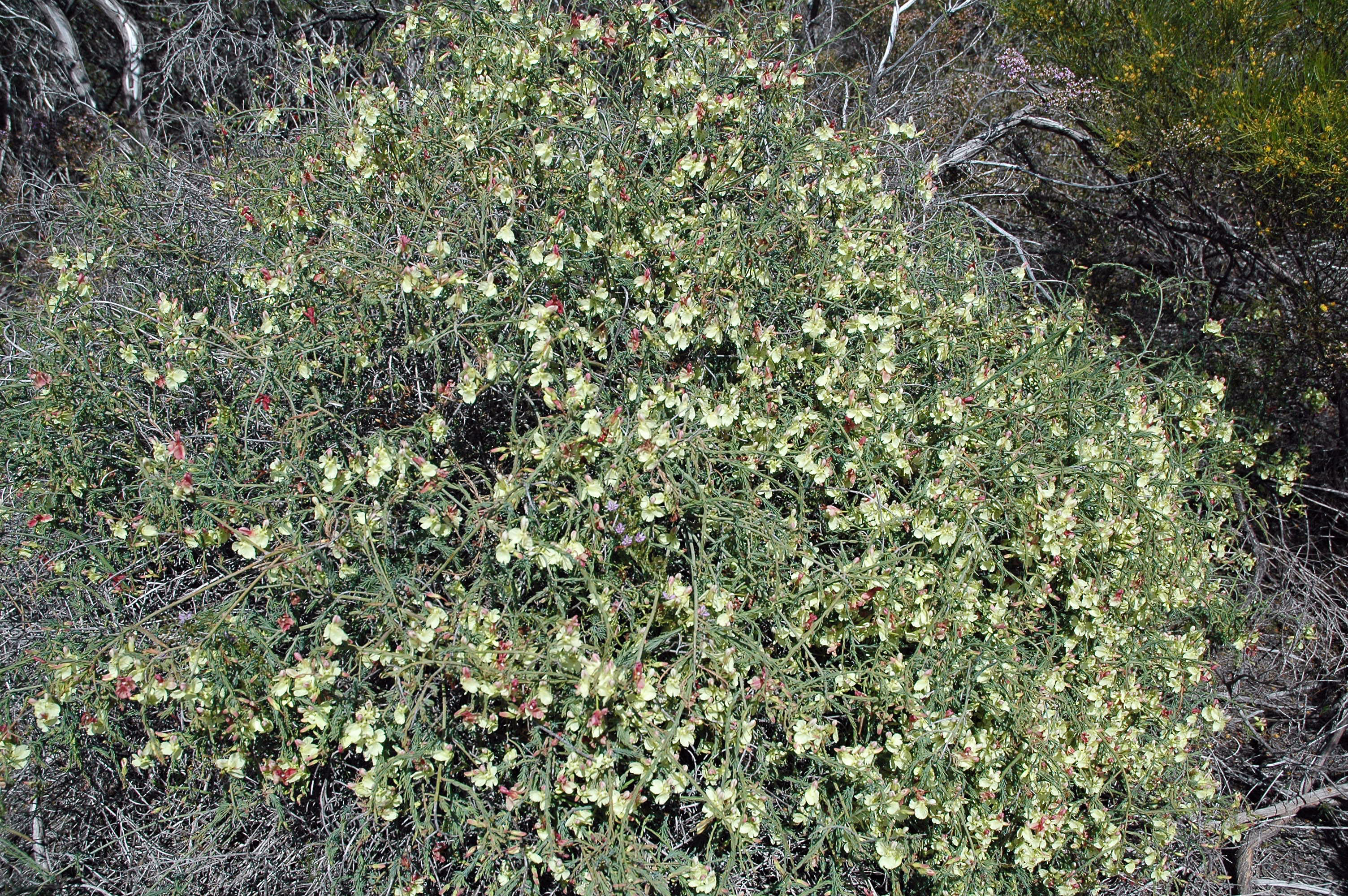
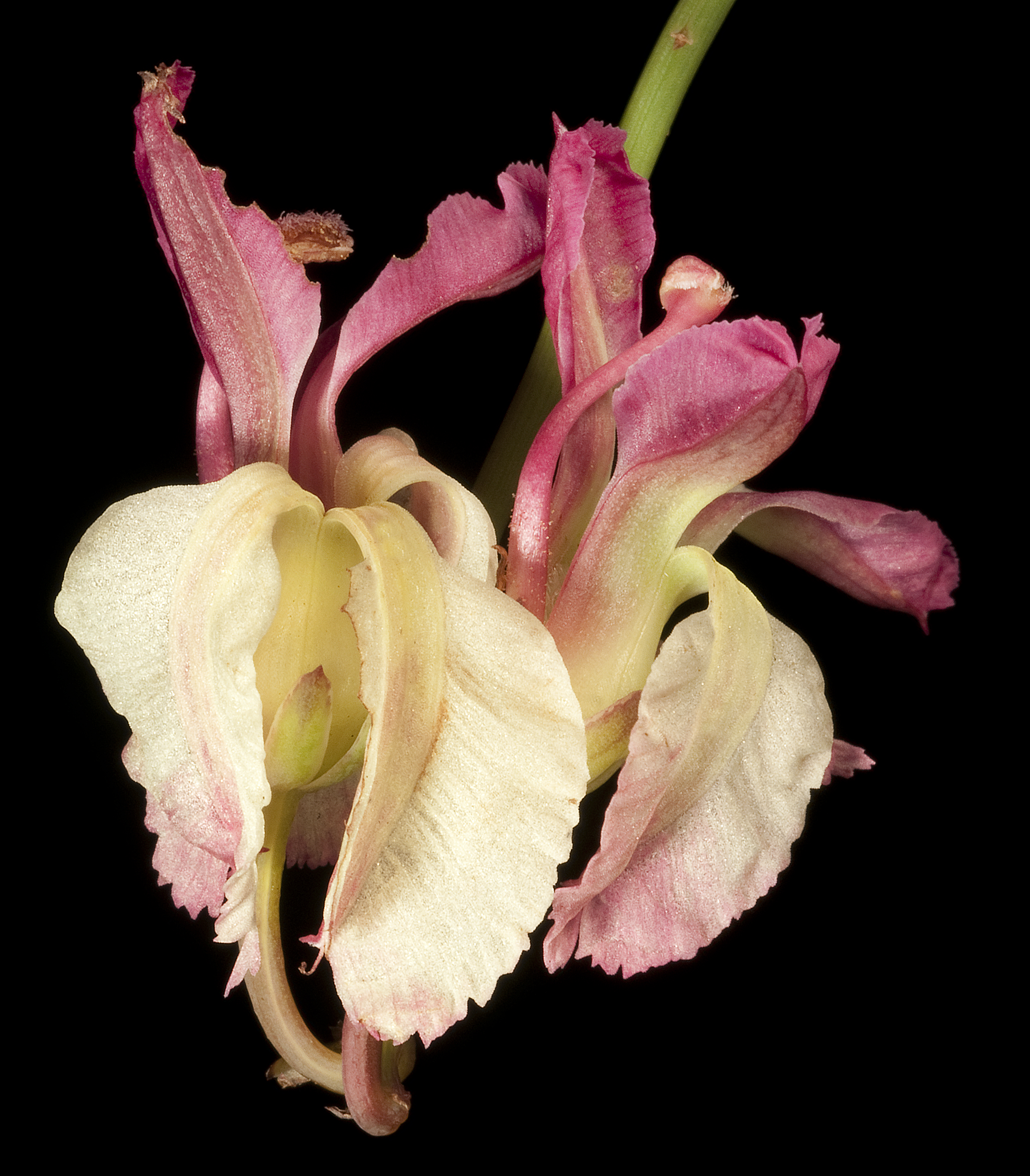
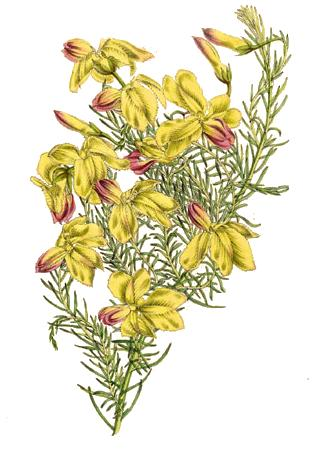
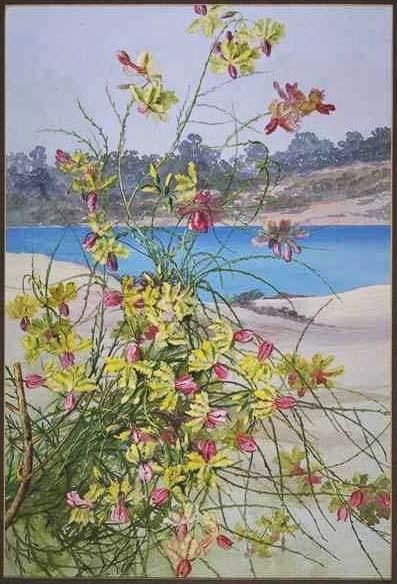